# Michelangelo Carbonara
Pour les articles homonymes, voir Carbonara.
Michelangelo Carbonara, né à Salerne en 1979, est un pianiste classique italien.

## Biographie
Né à Salerne en 1979, Michelangelo Carbonara entre au conservatoire de Académie nationale Sainte-Cécile où il étudie le piano  et est diplômé à l'âge de dix-sept ans. 
Il poursuit ses études au Mozarteum de Salzbourg et à l'Académie Musicale de Villecroze en France. En 2001, il est admis à la Fondation internationale de piano «Theo Lieven» et à l'Académie internationale de piano du Lac-Côme dirigée par Martha Argerich. Il étudie avec des pianistes tels que Leon Fleisher, Dmitri Bachkirov, Claude Frank, Menahem Pressler, Andreas Staier, Péter Frankl et Alicia de Larrocha.
Il a remporté 17 prix dans des concours internationaux de piano (dont le concours international de piano Schubert à Dortmund). En 2005, il a été invité au Prix national des arts, promu par le ministère italien de la Culture, en tant que témoignage de la musique italienne. 
En 2007, il fait ses débuts au Carnegie Hall, à New York, et se produit régulièrement en Europe, en Amérique, en Asie et en Afrique. Il est également actif comme chef d'orchestre, compositeur, arrangeur et directeur des enregistrements de musique classique ainsi que de jazz, de pop et de musique de film. Il enregistre notamment des sonates au piano.

## Discographie sélective
Michelangelo Carbonara enregistre pour les labels discographiques Brilliant Classics, Piano Classics ainsi que pour Bongiovanni et Tactus Records.
- Ravel, L'Œuvre pour piano (avril 2008, 2 CD Brilliant Classics 94083)[3] (OCLC 694397423)
- Rota, L'Œuvre pour piano (26-28 novembre 2008, Brilliant Classics) (OCLC 352874752)
- Scarlatti, 42 Sonates (12-14 mai 2009, 2 CD Brilliant Classics) (OCLC 971734568 et 847801404)[4]
- Schubert, Sonates pour piano D157, 664 et 845 (mai 2011, Brilliant Classics) (OCLC 793323522)
- Weber, Sonates pour piano (octobre 2015, 2 CD Piano Classics) (OCLC 951322297)

Musique de chambre
- David Fontanesi, musique de chambre avec flûte - Ensemble Sherazade : Ginerva Petrucci et Gian-Luca Petrucci, flûtes ; Lorenzo Fabiani, violon ; Fabio Catania, alto ; Paolo Andriotti, violoncelle ; Michelangelo Carbonara, piano (27-29 mai 2014, Bongiovanni) (OCLC 905239256)